# Chalahuite, Veracruz
Chalahuite är en ort i Mexiko.   Den ligger i kommunen Tuxpan och delstaten Veracruz, i den sydöstra delen av landet, 240 km nordost om huvudstaden Mexico City. Chalahuite ligger 50 meter över havet och antalet invånare är 534.
Terrängen runt Chalahuite är huvudsakligen platt, men västerut är den kuperad. Runt Chalahuite är det ganska tätbefolkat, med 104 invånare per kvadratkilometer. Närmaste större samhälle är Temapache, 9,9 km väster om Chalahuite. Trakten runt Chalahuite består till största delen av jordbruksmark.